# Метрика (компютърни мрежи)
В областта на компютърните мрежи, метриката е стойността на маршрутизацията, определяща кой път е по-добре да се използва, ако има няколко пътя към една и съща мрежа, като пътя с минимална стойност е предпочитаният път. Тази стойност се използва от маршрутизиращия алгоритъм, за определяне дали един маршрут ще се изпълнява по-добре от останалите.
Маршрутизиращата таблица съхранява само най-добрите възможни маршрути, като игнорира останалите пътища с по-високи метрики, докато при маршрутизация със състояние на връзката може да се съхраняват всички възможности, независимо от цената (теглото), въз основа на база данни, която съдържа топологията на мрежата.